# Tambach-Dietharz
Tambach-Dietharz é uma cidade da Alemanha localizado no distrito de Gota, estado da Turíngia.